# Rom-Fiumicinos flygplats
Rom-Fiumicinos flygplats, även känd som Leonardo da Vinci-Fiumicinos flygplats (IATA: FCO, ICAO: LIRF) (Italienska: Aeroporto di Roma-Fiumicino eller Aeroporto Leonardo da Vinci di Fiumicino) är en internationell flygplats belägen 35 kilometer sydväst om Rom i Italien. Det är Italiens största flygplats och var Europas 8:e mest trafikerade flygplats, med 49,2 miljoner passagerare (2024).
Flygplatsen är uppkallad efter det italienska universalgeniet, Leonardo da Vinci, som var först med att konstruera en prototyp av en helikopter och en flygande maskin med vingar. Fiumicino är namnet på förortskommunen där flygplatsen ligger.

## Statistik
Sökfråga på wikidata efter rådata.

## Marktransport
Det går expresståg till centrala Rom, vilket tar 30-35 minuter, och går varje halvtimme. Det finns också pendeltåg, regionaltåg samt fjärrtåg. Med bil når man flygplatsen lätt via motorväg A91 från Rom.

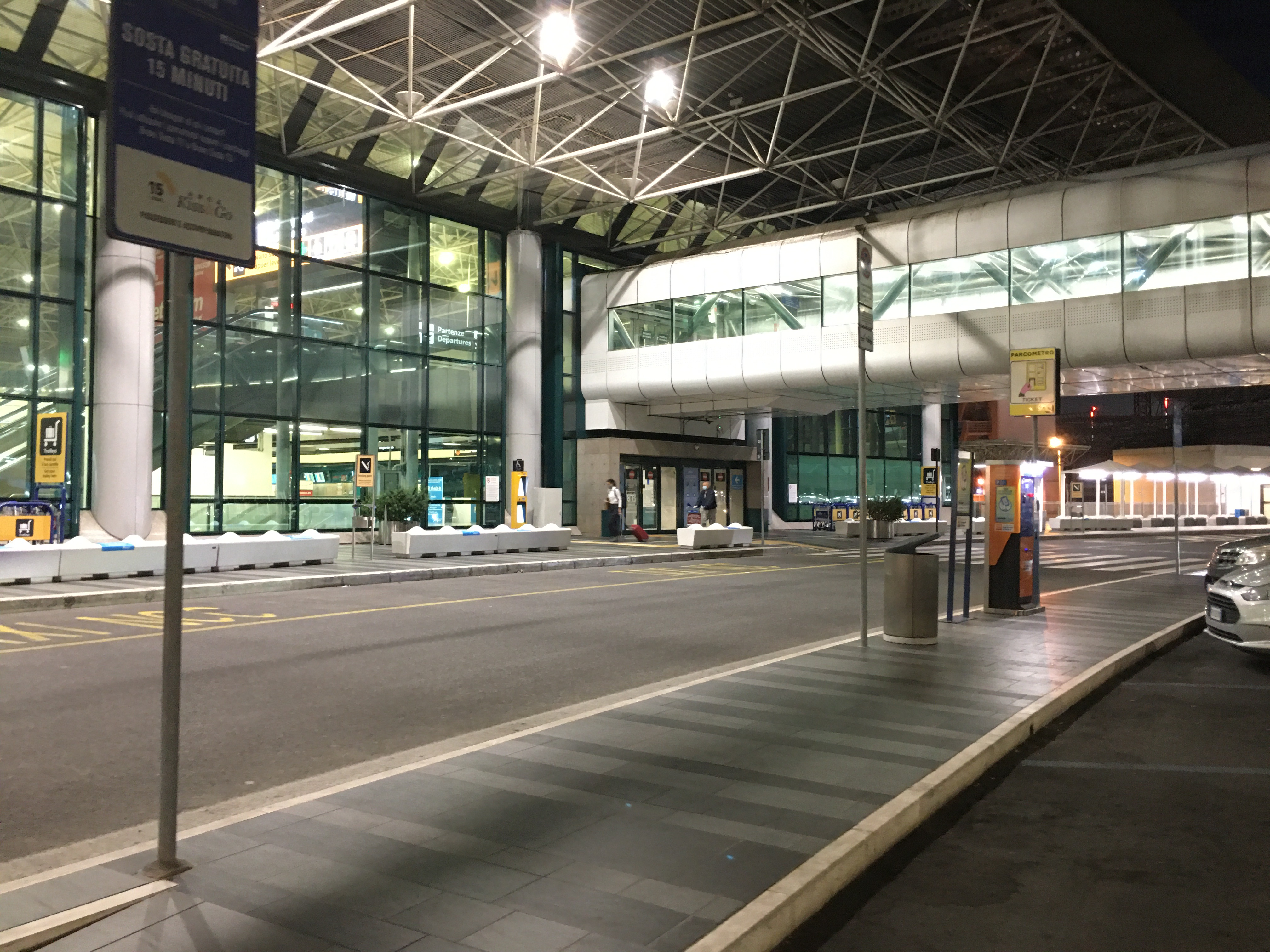
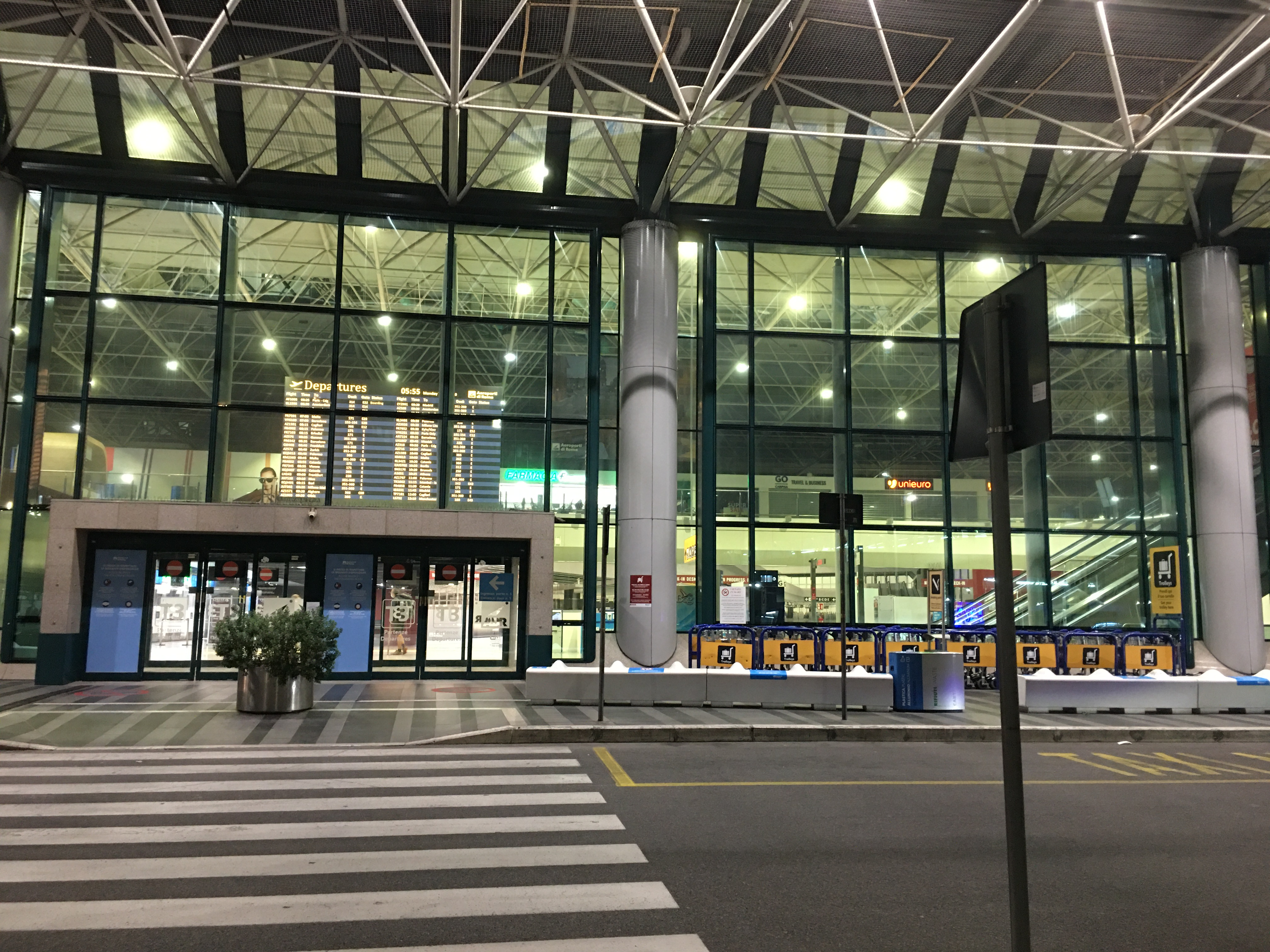
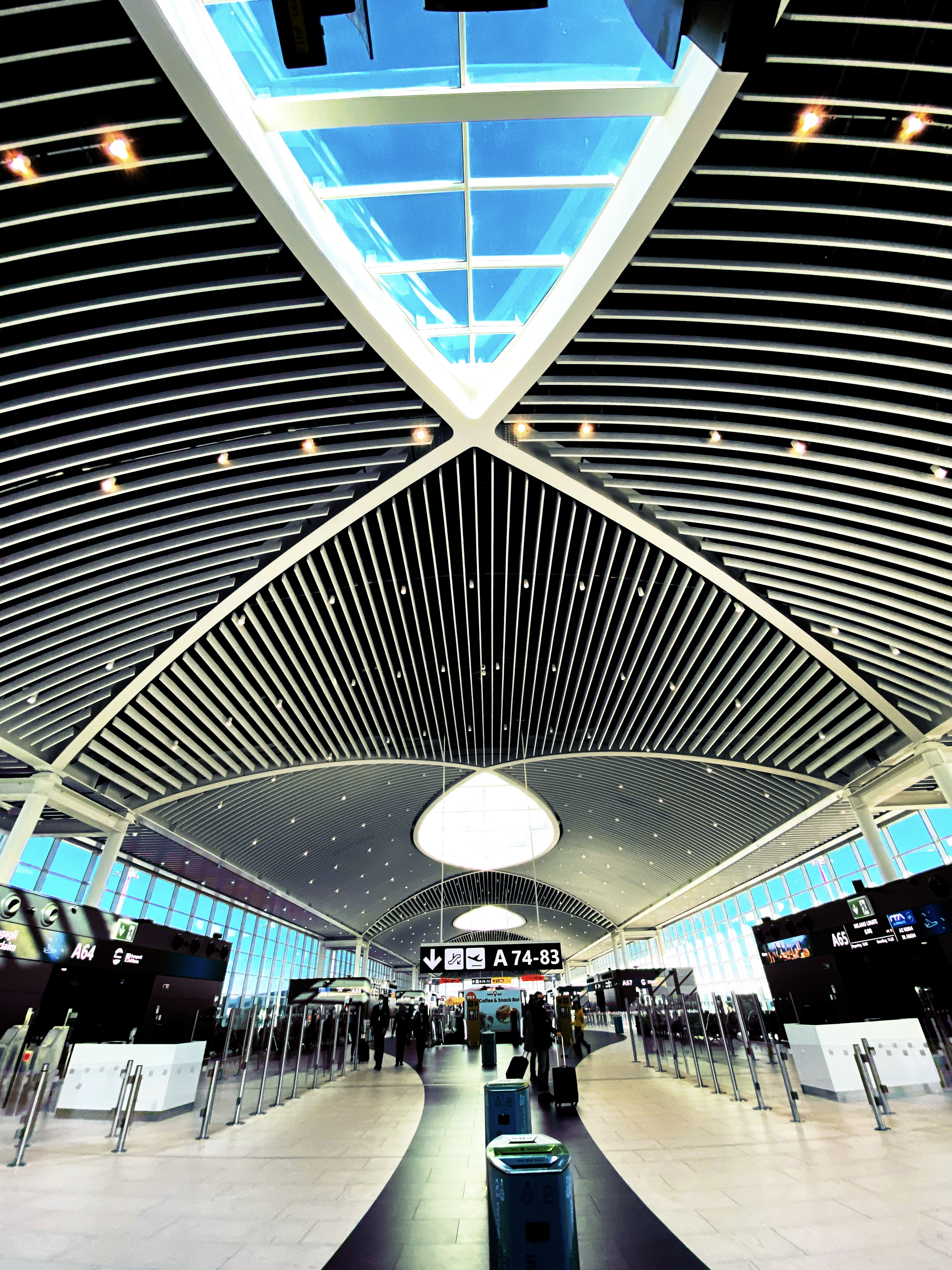

## Terminaler
- Terminal 1 - Inrikes flyg
- Terminal 2 - Utrikes flyg innanför Schengensamarbetet
- Terminal 3 - Utrikes och interkontinentala flyg utanför Schengensamarbetet
- Terminal 5 - Utrikes flyg utanför Schengensamarbetet, extra noggrann säkerhetskontroll, med flyg till bl.a. USA.[3]

## Incidenter
- Den 27 december 1985 begicks ett terrordåd på Fiumicino. Terrorister sköt omkring sig och kastade handgranater. De dödade 16 passagerare och skadade 99 andra som köade till incheckning. Se en:Rome and Vienna airport attacks på engelska.
- 17 oktober 1988 havererade ett plan från Uganda Airlines före landning, med 26 döda.